# Střípky ženy
Střípky ženy (v anglickém originále Pieces of Woman) je kanadský dramatický film z roku 2020. Režie se ujal Kornél Mundruczó a scénář k filmu napsala Kata Wéber. Hlavní role hrají Vanessa Kirby, Shia LaBeouf, Molly Parker, Sarah Snook, Iliza Shlesinger, Benny Safdie, Jimmie Fails a Ellen Burstyn. 
Natáčení filmu bylo zahájeno v prosinci 2019 a natáčelo se v okolí Montrealu.
Film měl celosvětovou premiéru na Benátském filmovém festivalu, kde Kirby získala cenu Volpi Cup v kategorii nejlepší ženský herecký výkon v hlavní roli. Premiéra v USA je stanovena na 30. prosince 2020. Na Netflixu je film dostupný ke zhlédnutí od 7. ledna 2021.

## Obsazení
- Vanessa Kirby jako Martha Weiss
- Shia LaBeouf jako Sean Carson
- Ellen Burstyn jako Elizabeth Weiss
- Molly Parker jako Eve Woodward
- Sarah Snook jako Suzanne
- Iliza Shlesinger jako Anita Weiss
- Benny Safdie jako Chris
- Jimmie Fails jako Max
- Domenic Di Rosa jako Dr. Ron